# Elio Lampridio Cerva
Elio Lampridio Cerva (in latino Aelius Lampridius Cervinus e in croato Ilija Crijević; Ragusa di Dalmazia, 1463 – Ragusa di Dalmazia, 15 settembre 1520) è stato un poeta, umanista e lessicografo dalmata della Repubblica di Ragusa.

## Biografia
Il Cerva, nato in una delle più importanti famiglie patrizie di Ragusa, godette fin da fanciullo di un'ottima educazione anche grazie allo zio Stefano Zamagna, ambasciatore della Curia di papa Sisto IV, che portò con sé il nipote tredicenne a Roma e gli permise di approfondire gli studi classici. Il Cerva ebbe così modo di entrare nel circolo poetico di Pomponio Leto e, grazie alle sue prime composizioni, venne cinto della corona di alloro in Campidoglio. Allo stesso tempo si dedicò allo studio della drammaturgia antica e fece studi sulle commedie di Plauto, mentre nel 1480, all'età di diciassette anni, ultimò il suo Lexicon, un dizionario enciclopedico di 429 pagine in lingua latina, per far ritorno, pochi anni dopo, nella sua città natale.
La passione umanistica di Cerva si rispecchia nel vasto uso del latino e nel rifiuto categorico dei vernacoli non romanzi diffusi nel contado dalmata, da lui definiti "stribiligo illyrica". La sua opera principale, il poema epico incompiuto De Epidauro, narra il destino della città di Ragusavecchia (Epidaurum), baluardo della latinità soggetto a continue incursioni straniere.

## Riconoscimenti
- Gli è stata intitolata una via nel Q. XXXI Giuliano-Dalmata di Roma, nel 1982 nella via è stata girata una scena con Eleonora Giorgi del film di Carlo Verdone Borotalco.